# Glottertal
Glottertal est une commune de Bade-Wurtemberg (Allemagne), située dans l'arrondissement de Brisgau-Haute-Forêt-Noire, dans le district de Fribourg-en-Brisgau.

## Galerie

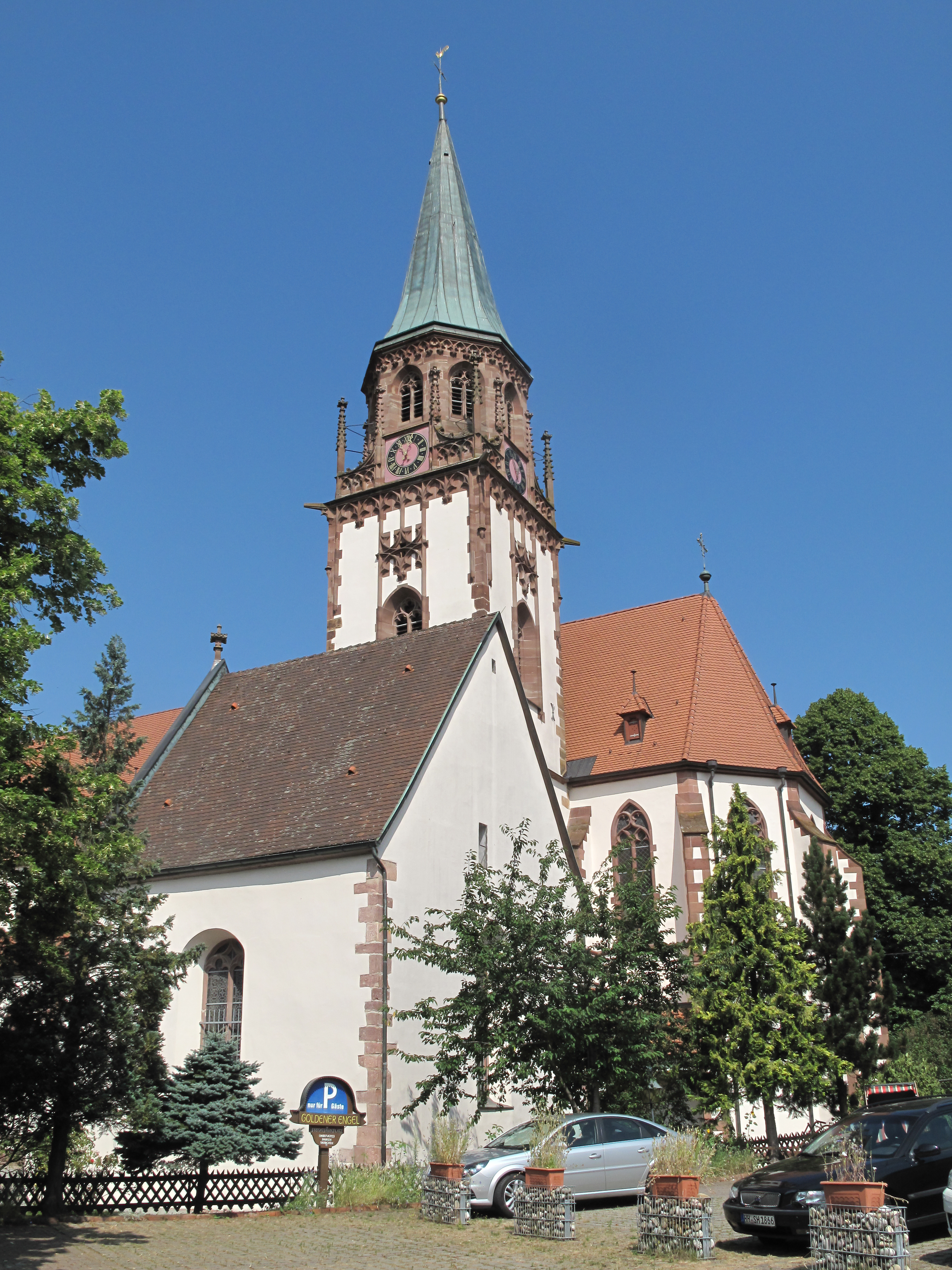
Glottertal, église: die Sankt Blasius Kirche
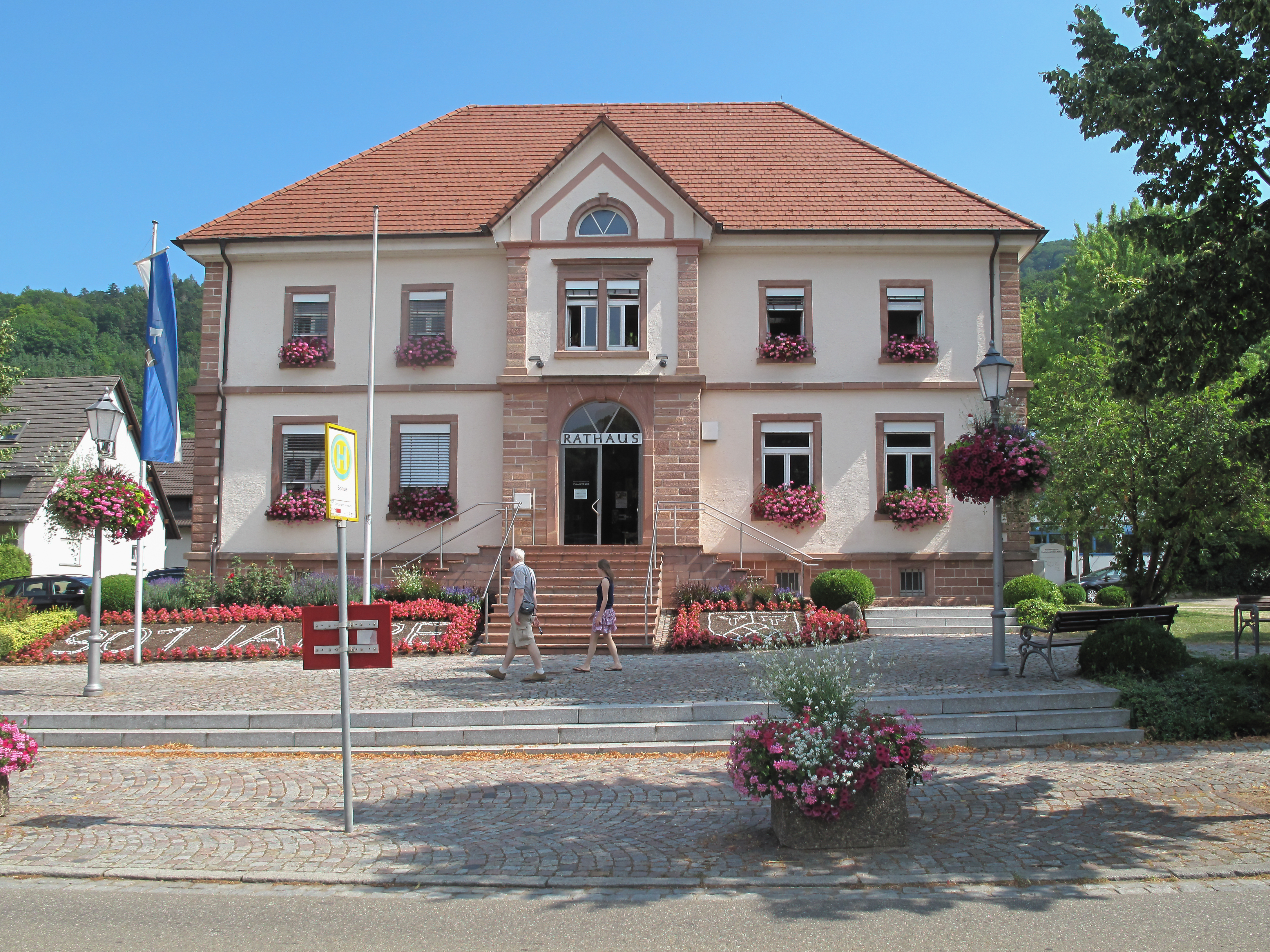
Glottertal, hôtel de ville
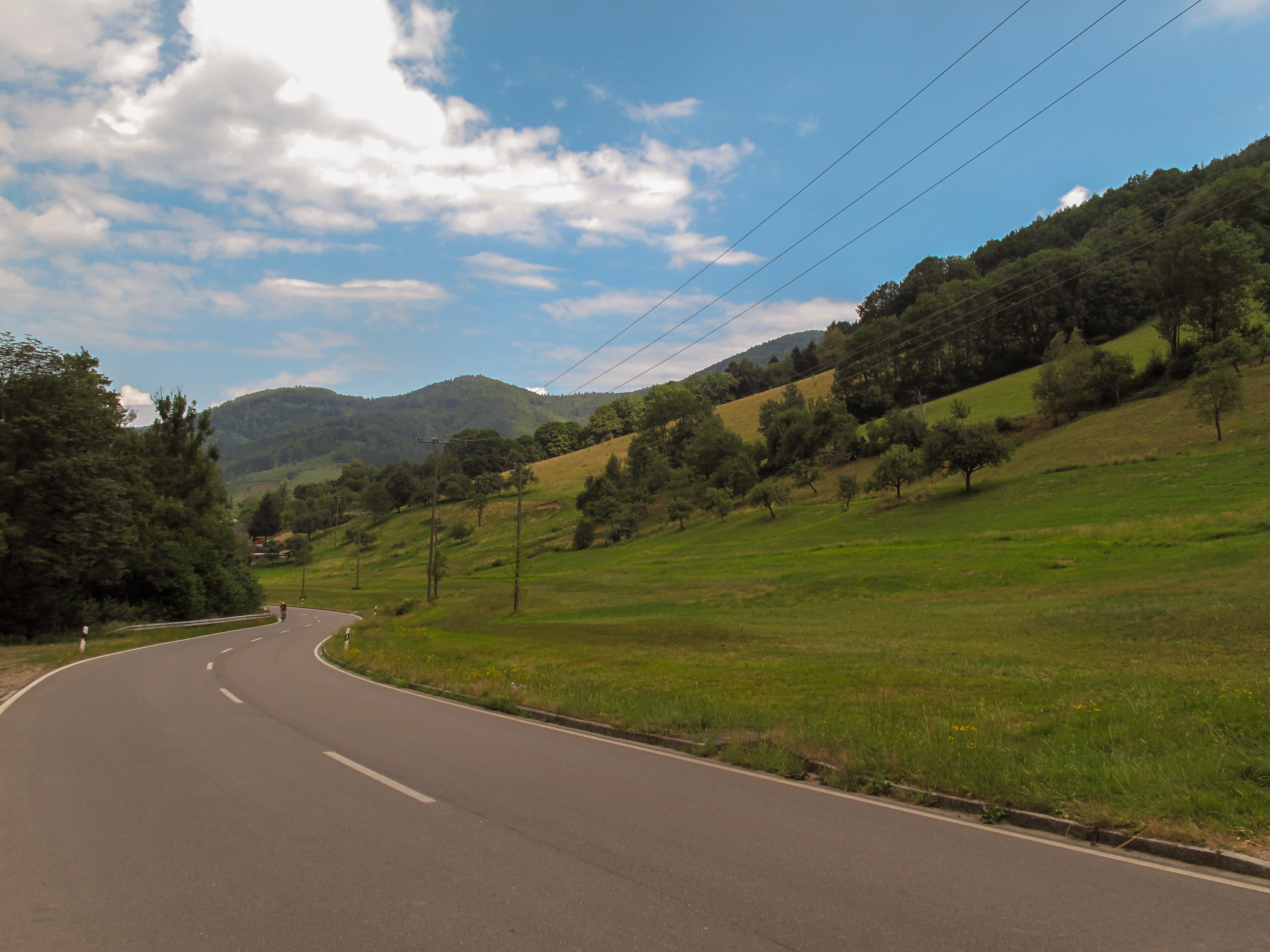
Entre Glottertal et Sankt Peter, panorama

## Quartiers
Glottertal est constituée de quatre anciennes communes indépendantes qui ont fusionné en 1970 : Unterglottertal, Oberglottertal, Ohrensbach et Föhrental .

Blasons des quartiers
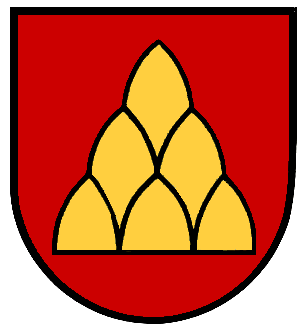
Unterglottertal
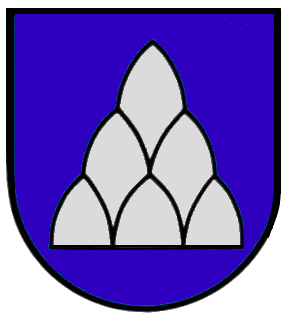
Oberglottertal
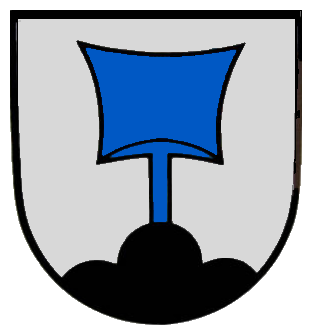
Ohrensbach
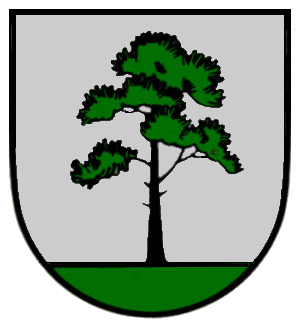
Föhrental